# Verhoogde klokgevel

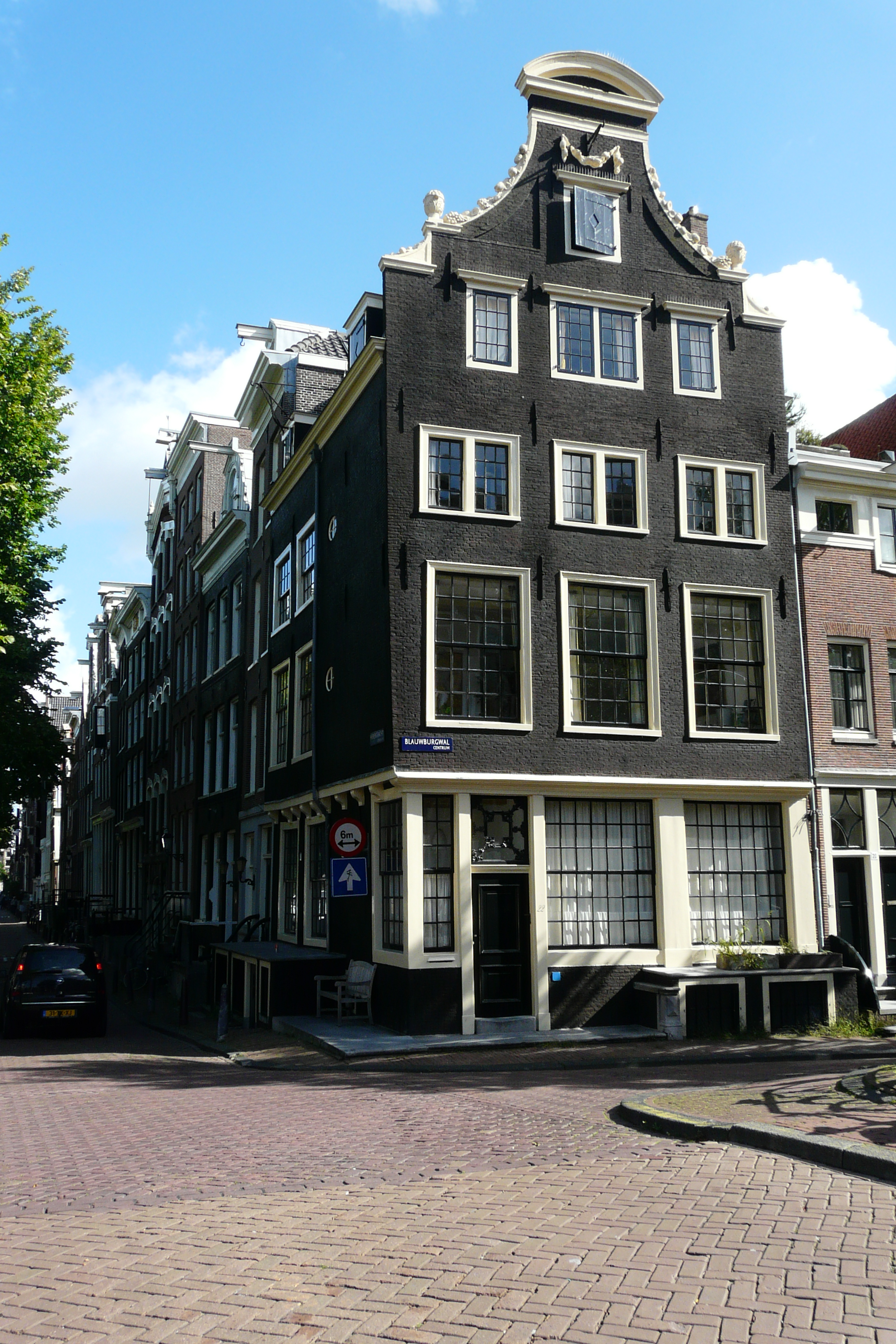
Een verhoogde klokgevel.

Een verhoogde klokgevel is een topgevel, die in de Renaissance werd ontwikkeld. Een verhoogde klokgevel is een variant op de klokgevel. De verhoogde klokgevel heeft klauwstukken en een tree (soms meerdere). De verhoogde klokgevel werd nauwelijks toegepast, het is een zeldzaamheid. De verhoogde klokgevel kan als een tussenstap van de verhoogde halsgevel naar de klokgevel worden gezien. Een voorbeeld van een verhoogde klokgevel is Blauwburgwal 22 te Amsterdam. Het is de enige overgebleven verhoogde klokgevel in Amsterdam.